# اندرز دستوران به بهدینان
اندرز دستوران به بهدینان کتابی است از زمان ساسانیان مشتمل بر اندرزهایی است که بیشتر خصوصیات دینی دارند، مانند توصیه به مردم که هر روز پگاه آداب طهارت را به جا آوردند و به آتشکده روند و نیایش کنند، پرهیز از سخن گفتن در هنگام غذا خوردن، پرهیز از تن‌پروری و حسد. بندهای ۱۲ تا ۳۵ (پایان متن) مشتمل بر پرسش‌ها و پاسخ‌هایی در مورد بعضی از عقاید و آداب دینی است، مانند:
«چه کسی جان به جانوران موذی بخشیده‌ است؟ آیا در دوزخ از سوی اورمزد کسی گماشته شده است که روان بدکاران را مجازات کند؟ یا چرا در خانه‌ای که کسی درگذشته‌ است، تا سه شب نباید گوشت تازه خورد؟» (این متن به فارسی ترجمه شده‌است)